# هومن بالازاده
هومن بالازاده (زادهٔ ۱۳۵۷) معمار ایرانی است. بالازاده در سال ۲۰۰۳ با مدرک کارشناسی ارشد معماری فارغ‌التحصیل شد.
وی به مدت دو سال در شرکت شیردل و شرکا کار کرد. بالازاده در سال ۱۳۸۶ دفتر شخصی خود را با نام هوبا طرح، با هدف توسعه پروژه‌هایی هماهنگ با ویژگی‌های فرهنگی و جغرافیایی سایت تأسیس کرد.
پروژه‌های طراحی شده توسط هومن بالازاده توسط سازمان‌های مختلف ملی و بین‌المللی مورد تقدیر و جوایز قرار گرفته است.

## جوایز و افتخارات
- مقام دوم، جایزه معمار، ۱۳۸۶ (برای کارخانه نساجی احسان پود)[۲]
- مقام اول، جوایز طراحی داخلی ایران، ۱۳۸۶
- رتبه اول، اولین جایزه طراحی نما (هویت معماری ایرانی)، ۱۳۸۷
- مقام سوم، دومین جایزه طراحی داخلی ایران، ۱۳۸۸
- مقام اول، سومین جایزه طراحی داخلی ایران، ۱۳۸۹
- مقام دوم، جایزه معمار، 1392.[۳][۴]
- مقام اول، جایزه طراحی داخلی ایران، ۱۳۹۲
- مقام پنجم، مسابقه گروه شار، ۱۳۹۲
- مقام دوم Persian Standard Farctory 1392
- تقدیر از طرح برگزیده، باغ خسرو شاهی، ۱۳۹۲
- رتبه اول، جایزه معمار ۱۳۹۸، گروه عمومی، سال[۵]
- رتبه اول، جایزه معمار ۱۳۹۹، پروژه اداری و نمایشگاه کارخانه آپتوس[۶]
- رتبه دوم: جایزه معمار ۱۴۰۰، ساختمان اداری – تجاری هیترا[۷]
- «فهرست کوتاه» در جایزه طراحی داخلی WAF, 2012
- مقام اول، جوایز طراحی داخلی ایران، ۲۰۱۴
- مقام اول، جایزه 2A آسیا، ترکیه، ۲۰۱۵
- مقام اول، جایزه Architizer A+، نیویورک، ۲۰۱۵
- فهرست کوتاه، جایزه آجر، اتریش، ۲۰۱۶
- ساختمان اداری مرکزی کهن سرام، جایزه اصلی معماری: برنده، ایالات متحده آمریکا، 2020[۸]
- ساختمان اداری مرکزی کهن سرام، Dezeen: فهرست کوتاه، بریتانیا، 2020[۹]
- ساختمان اداری مرکزی کهن سرام، طراحی خلاق: نامزد، فرانسه، ۲۰۲۱
- برنده جایزه Architizer + A، ایالات متحده آمریکا، ۲۰۲۱
- ساختمان اداری مرکزی کهن سرام، AˈDesign: طلا، ایتالیا، ۲۰۲۱
- شورم کارخانه بتن آپتوس، WAF: فهرست کوتاه، پرتغال، 2021[۱۰]
- ساختمان اداری مرکزی کهن سرام، WAF: فهرست کوتاه، پرتغال، 2021[۱۱]
- ساختمان اداری مرکزی کهن سرام، RIBA: جایزه تعالی، بریتانیا، 2021[۱۲]
- شورم کارخانه بتن آپتوس، Architizer + A: فینالیست، ایالات متحده آمریکا، ۲۰۲۱
- ساختمان اداری شریف، Architizer + A: فینالیست، ایالات متحده آمریکا، ۲۰۲۱
- شورم کارخانه بتن آپتوس، Dezeen: فهرست بلند، بریتانیا، ۲۰۲۱
- ساختمان اداری شریف، Dezeen: فهرست بلند، بریتانیا، 2021[۱۳]
- ساختمان اداری مرکزی کهن سرام، آجر: فهرست کوتاه، بریتانیا، ۲۰۲۱

## مطالب بیشتر برای خواندن از هومن بالازاده
- بررسی طراحی استرالیا "Australian Design Reviw"[۱۴]
- ده ساختمان چشمگیر توسط گروه طراحی هوبا استودیوی ایرانی[۱۵]
- هومن بالازاده، سایت معماری معاصر ایران[۱۶]